# عجايب زمان (مسلسل)
عجايب زمان مسلسل بحريني كوميدي تقع أحداث قصته خلال عشرينيات وثلاثينيات القرن الماضي في البحرين ويتحدث عن استغراب الناس من التطور الذي حدث والأجهزة الجديدة التي اختُرعت في ذلك الوقت الوقت مثل التلفاز والراديو والطائرة والسيارة والسينما وعدة اختراعات وابتكارات أخرى. بطولة سعد البوعينين ومحمد عواد ومحمد البهدهي وهدى سلطان وإبراهيم بحر وزهرة عرفات وفاطمة عبد الرحيم وعدة ممثلين آخرين عُرض لأمول مرة في 1996.